# Dean Jones
Dean Carroll Jones (Decatur, Alabama, 25 de gener de 1931 - Los Angeles, Califòrnia, 1 de setembre de 2015) va ser un actor estatunidenc. És conegut principalment per les seves pel·lícules en imatge real per a Walt Disney.

## Inicis i Carrera
Jones va néixer a Decatur, Alabama, en els seus inicis va ser un treballador de construcció. Després va estudiar en Riverside High School de Decatur Jones que va tenir el seu propi programa de ràdio local. Jones va servir en la Marina dels Estats Units durant la Guerra de Corea.
Jones va assistir a la Universitat d'Asbury en Wilmore, Kentucky, com a membre de la Classe en 1953, però no es va graduar. No obstant això, va concedir un doctorat i va parlar en la cerimònia de dedicació d'Andrew S. Miller Centre d'Asbury de Comunicacions Art.

### Defunció
Jones va morir l'1 de setembre de 2015, als 84 anys després de sofrir de la malaltia de Parkinson.

## Filmografia
- Somebody Up There Likes Me (1956)
- These Wilder Years (1956)
- Tea and Sympathy (1956)
- The Opposite Sex (1956)
- The Rack (1956)
- The Great American Pastime (1956)
- Slander (1956)
- Ten Thousand Bedrooms (1957)
- Designing Woman (1957)
- Until They Sail (1957)
- Jailhouse Rock (1957)
- Handle with Care (1958)
- Imitation General (1958)
- Torpedo Run (1958)
- Night of the Quarter Moon (1959)
- Never So Few (1959)
- Under the Yum Yum Tree (1963)
- The New Interns (1964)
- Two on a Guillotine (1965)
- That Darn Cat! (1965)
- The Ugly Dachshund (1966)
- Any Wednesday (1966)
- Monkeys, Go Home! (1967)
- Blackbeard's Ghost (1968)
- The Horse in the Gray Flannel Suit (1968)
- The Love Bug (1968)
- Mr. Superinvisible (1970)
- The Million Dollar Duck (1971)
- Snowball Express (1972)
- Guess Who's Sleeping in My Bed? (1973)
- The Shaggy D.A. (1976)
- Herbie Goes to Monte Carlo (1977)
- Once Upon a Brothers Grimm (1978)
- When Every Day Was the Fourth of July (1978)
- Born Again (1978)
- The Long Days of Summer (1980)
- Herbie, the Love Bug (1982)
- St John In Exile (1986)
- Other People's Money (1991)
- Beethoven (1992)
- Saved by the Bell: Hawaiian Style (1992)
- Clear and Present Danger (1994)
- Beethoven (veu)
- Getting Around in Time (A spasso nel Tempo) (1996)
- Acts (1996)
- Nowhere Man (1995)
- That Darn Cat (1997)
- El retorn del Herbie (The Love Bug) (1997)
- Batman & Mr. Freeze: SubZero (1998) (veu) (direct-to-video)
- Scrooge and Marley (2001) (TV)
- Lavinia's Heist (2007)
- You Know the Face (2008) (documentary)
- Mandie and the Secret Tunnel (2008)